# Harry Kane
Harry Edward Kane (Londra, 28 luglio 1993) è un calciatore inglese, attaccante del Bayern Monaco e della nazionale inglese, della quale è capitano e con cui è diventato vicecampione d'Europa nel 2021 e nel 2024.
Soprannominato Hurricane ("uragano" in italiano), ha legato gran parte della sua carriera al Tottenham, con cui ha giocato per dieci stagioni consecutive dopo alcune esperienze in prestito. Negli Spurs, di cui è il miglior marcatore di tutti i tempi con 280 reti, ha fatto segnare diversi primati: nel 2017 ha battuto il record di gol in Premier League in un anno solare (39), che apparteneva ad Alan Shearer (36). Nel 2023 è passato al Bayern Monaco, con cui ha vinto un campionato tedesco (2024-2025) ed una Supercoppa di Germania (2025).
Convocato dalla nazionale inglese a partire dal 2015, ha partecipato a tre campionati europei (2016, 2020 e 2024), due campionati mondiali (2018 e 2022) e una fase finale della UEFA Nations League (2018-2019). È il miglior marcatore nella storia della nazionale inglese.
Considerato tra i migliori centravanti della sua generazione, a livello individuale, è stato capocannoniere della Premier League in tre occasioni, di cui due consecutive, oltreché della Bundesliga per due volte consecutivamente (2024 e 2025) e della UEFA Champions League in un'occasione (2024); con la nazionale è stato capocannoniere del Mondiale 2018 e dell'Europeo 2024. Nel 2024 ha vinto la Scarpa d'oro e il Trofeo Gerd Müller.

## Caratteristiche tecniche
Kane è un attaccante forte fisicamente, che gioca prevalentemente come riferimento centrale. Destro, ma abile con entrambi i piedi, è dotato di un tiro potente e preciso. Nonostante la stazza tipica del centravanti, è capace di disimpegnarsi bene anche fuori dall'area di rigore per accompagnare la manovra offensiva.

## Carriera

### Club

#### Gli inizi
Il 15 gennaio 2011, a nemmeno 18 anni, esordisce con il Leyton Orient nella partita contro il Rochdale finita 1-1. La settimana seguente, realizza il primo gol nella sfida vinta 4-0 con lo Sheffield Wednesday. 35 giorni dopo, in una gara pareggiata 2-2 con l'Huddersfield Town, subentra a Stephen Dawson al 19' e segna un gol al 73', venendo poi espulso 4' più tardi.
Si trasferisce quindi al Tottenham, con cui il 25 agosto esordisce nelle coppe europee: la circostanza è il preliminare di Europa League contro gli Hearts, terminato senza reti. Il 15 dicembre successivo, segna il primo gol in campo internazionale nella vittoria per 4-0 contro gli Shamrock Rovers (incontro valido per l'ultimo turno della fase a gironi).

#### Le esperienze in prestito
Nel gennaio 2012 passa in prestito al Millwall, insieme al compagno di squadra Ryan Mason. Le sue prestazioni gli valgono, ad aprile, la nomina di "giovane dell'anno" del club da parte di Kenny Jackett. All'inizio della stagione 2012-13 è ceduto, sempre in prestito, al Norwich City dove scende in campo solamente per 3 volte senza segnare.
A febbraio 2013, con la medesima formula, diviene un giocatore del Leicester, compagine con cui realizza 2 gol in 15 apparizioni.

#### L'affermazione al Tottenham

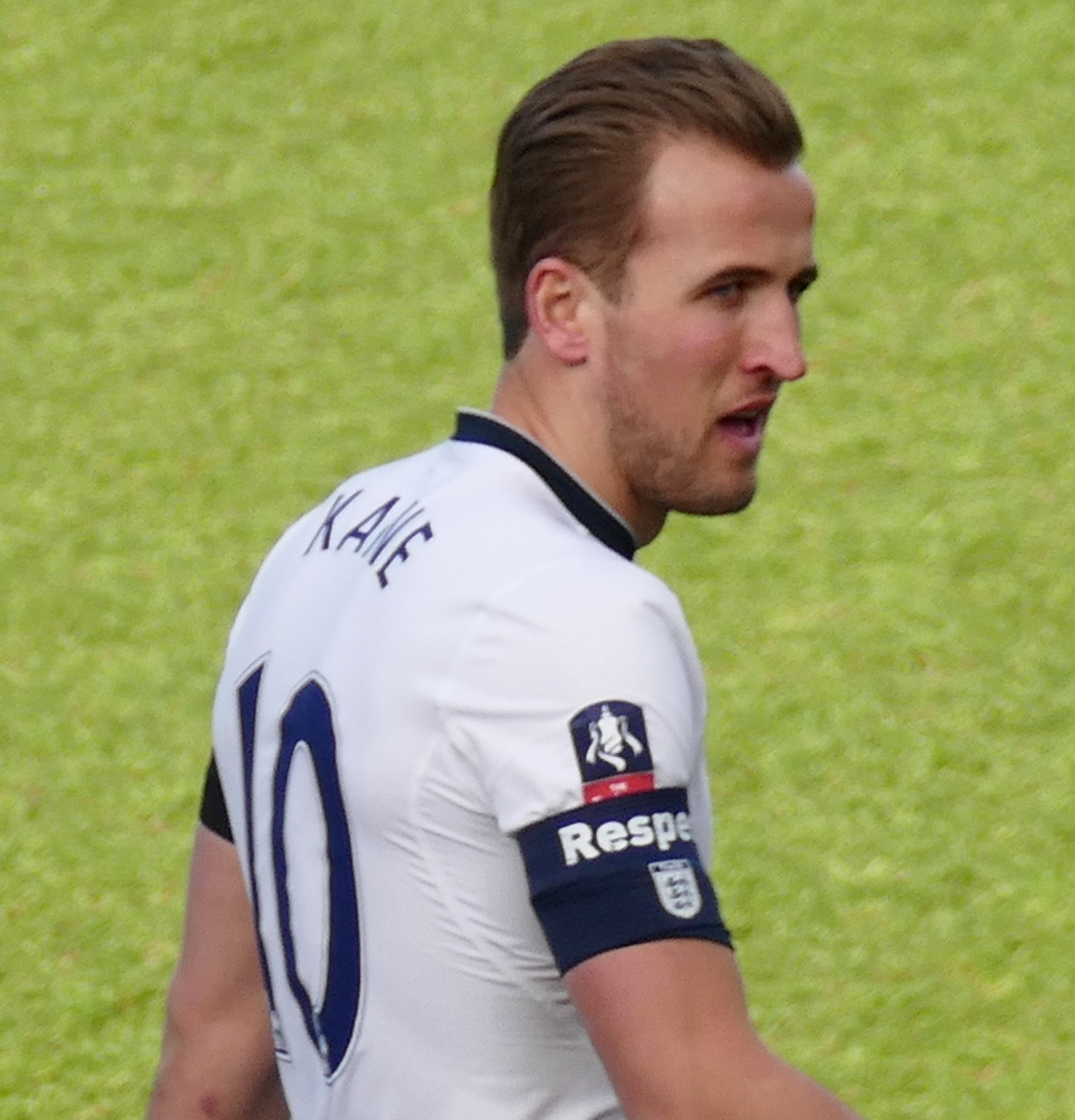
Kane capitano del Tottenham nel 2016

Rientrato al Tottenham, si mette in evidenza nella stagione 2014-2015: il 23 ottobre 2014 marca una tripletta nel 5-1 contro l'Asteras Tripolis in Europa League, sostituendo poi Lloris tra i pali dopo l'espulsione di quest'ultimo e subendo l'unico gol avversario. Il 1º gennaio 2015, con un'altra tripletta, contribuisce alla vittoria per 5-3 sul Chelsea. Il 19 aprile seguente, andando a bersaglio nel 3-1 contro il Newcastle, raggiunge i 30 gol stagionali.
In campionato va a segno per 21 volte, con il solo Sergio Agüero (in forza al Manchester City) capace di far meglio (26 centri); viene anche inserito nella Squadra dell'anno PFA e nominato Giovane dell'anno della PFA. Nel biennio successivo si laurea per due volte capocannoniere della Premier League, concorrendo ai piazzamenti degli Spurs, che giungono, rispettivamente, terzi e secondi, stabilendo persino (nella stagione 2016-2017) il loro primato di punti (86).
Il 26 novembre 2019, in occasione del successo in rimonta per 4-2 contro l'Olympiakos, segna una doppietta con cui raggiunge le 20 reti in Champions; con questo diventa il giocatore ad avere raggiunto più velocemente quota 20 reti (dopo 24 partite) nella massima competizione europea, battendo il precedente record di Alessandro Del Piero (26). Il 5 novembre 2020, nella partita di Europa League contro il Ludogorec, raggiunge contemporaneamente le 300 presenze e le 200 reti complessive con la maglia degli Spurs. Nel marzo 2022 diviene il calciatore inglese con più reti segnate in trasferta in Premier League; nel marzo 2023 diventa il migliore marcatore del Tottenham di tutti i tempi.

#### Bayern Monaco

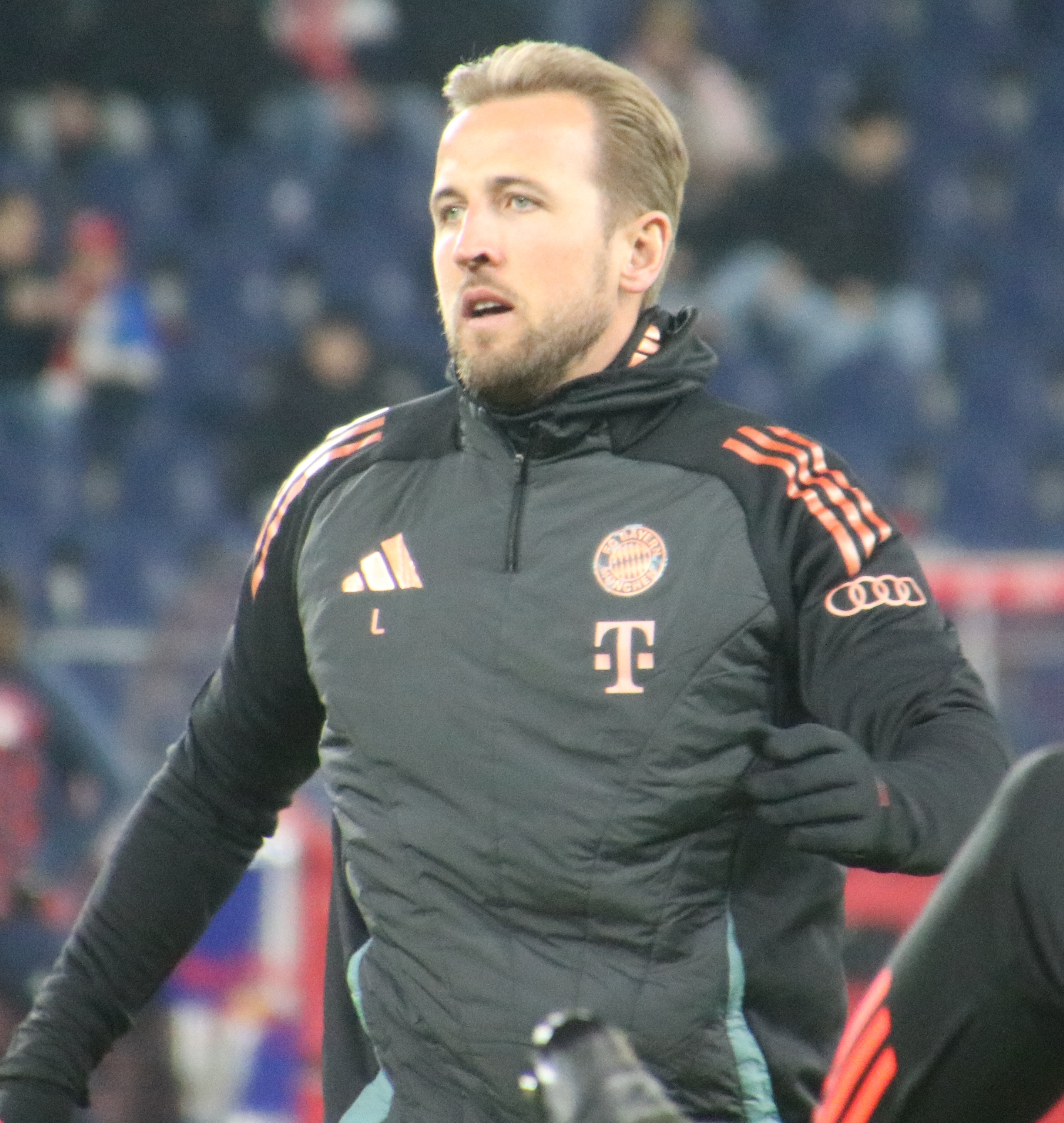
Kane con il Bayern Monaco nel 2025

Ingaggiato dal Bayern Monaco l'11 agosto 2023 in cambio di 100 milioni di euro più altri 20 di bonus, il 12 agosto Kane debutta nella gara di Supercoppa di Germania persa per 3-0 contro il RB Lipsia. Sei giorni dopo esordisce anche in campionato, andando in gol nella partita vinta in trasferta contro il Werder Brema per 4-0. Il 27 agosto realizza la sua prima doppietta con i bavaresi, nella vittoria casalinga per 3-1 contro l'Augusta, mentre il 20 settembre segna su calcio di rigore il suo primo gol in UEFA Champions League con i bavaresi, nella vittoria casalinga per 4-3 contro il Manchester Utd. Tre giorni più tardi è autore della sua prima tripletta in maglia bavarese, in occasione della vittoria casalinga per 7-0 sul Bochum. Il 4 novembre realizza una seconda tripletta, in trasferta, nel 4-0 inflitto al Borussia Dortmund, valevole per la decima giornata di campionato. Nel novembre 2023, grazie alla doppietta nel successo casalingo per 4-2 contro l'Heidenheim, diviene il primo calciatore a segnare 17 reti nelle prime 11 giornate di Bundesliga, mentre nel febbraio 2024, segnando il suo venticinquesimo gol stagionale, stabilisce un record per un giocatore del Bayern Monaco nella stagione d'esordio, strappando il primato a Luca Toni. Nel marzo seguente, arrivando a quota 30 segnature in campionato, stabilisce il primato di reti segnate in Bundesliga nella stagione d'esordio, battendo il record di Uwe Seeler. Inserito nella Squadra della stagione della Bundesliga, si laurea capocannoniere del campionato tedesco con 36 gol.
Il 4 maggio 2025, nonostante il rocambolesco 3-3 sul campo del Lipsia, il Bayern si laurea matematicamente campione di Germania per la 34ª volta nella sua storia e con due giornate di anticipo, in seguito al pareggio del Bayer Leverkusen, secondo in classifica, contro il Friburgo. Per Kane, alla soglia dei trentadue anni di età, si tratta del primo trofeo ufficiale conquistato, spezzando così un digiuno che perdurava dall'inizio della sua carriera professionistica.
Col club bavarese prernde partre al Mondiale per Club FIFA 2025 negli Stati Uniti, dove va a segno per la prima volta nella seconda partita della fase a gironi, il 21 giugno nel successo per 2-1 contro il Boca Juniors. Si ripete otto giorni dopo nella sfida degli ottavi di finale contro il Flamengo, segnando una doppietta nel successo finale per 4-2 sui brasiliani.

### Nazionale

#### Nazionali giovanili

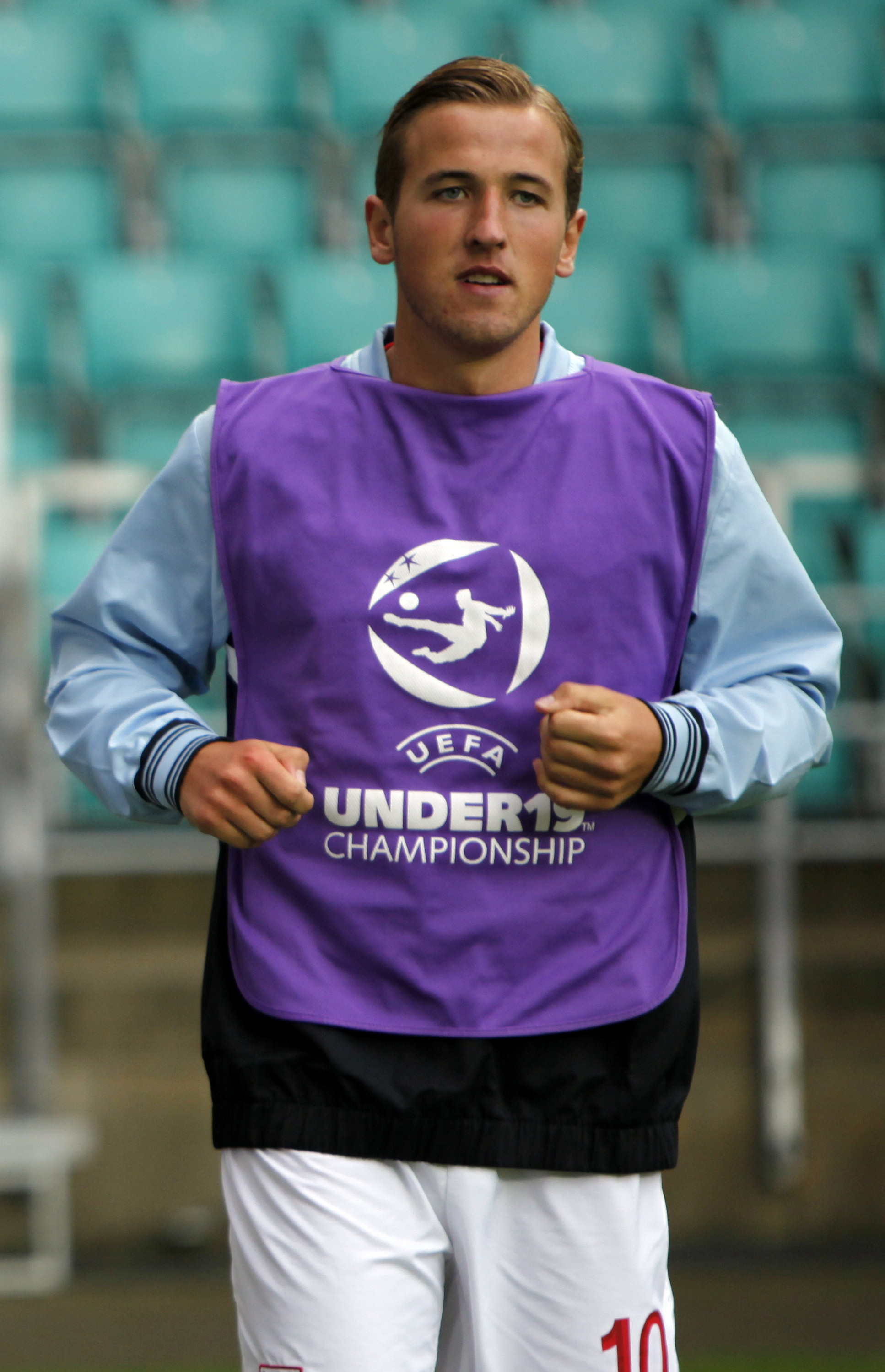
Kane in riscaldamento con la nazionale Under-19 inglese durante l'europeo di categoria 2012

L'8 ottobre 2010, ancora minorenne, esordisce con l'Under-19 inglese mettendo a referto una doppietta nel 6-1 contro i pari età dell'Albania. Successivamente, ha giocato anche per le rappresentative Under-20 e Under-21 partecipando al campionato europeo di ciascuna categoria.

#### Nazionale maggiore

##### 2015-2018
Il 18 marzo 2015, all'età di 21 anni, riceve dal CT Roy Hodgson la sua prima convocazione in nazionale maggiore, con cui debutta ufficialmente nove giorni più tardi nella partita casalinga contro la Lituania valida per le qualificazioni al campionato d'Europa 2016: sul punteggio di 3-0, subentra al 71' al posto di Rooney e realizza il suo primo gol con i Three Lions dopo appena 79" dall'ingresso in campo. Viene anche inserito nella lista per l'Europeo 2016, disputando un torneo al di sotto delle aspettative dove l'Inghilterra viene eliminata agli ottavi dall'Islanda (2-1).

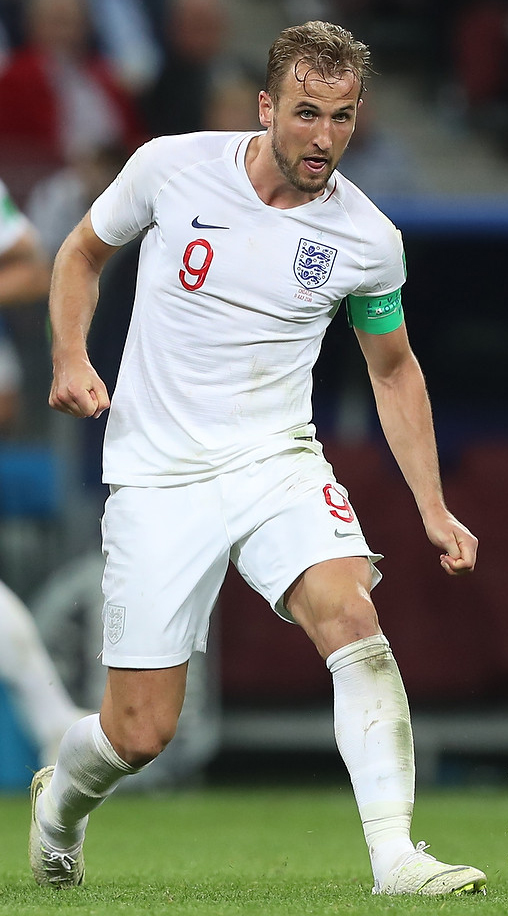
Kane capitano dei Tre Leoni al

Contribuisce alla qualificazione per il campionato del mondo 2018 con 5 reti. Convocato per la fase finale del torneo, è nominato capitano della squadra. Risulta decisivo per il superamento della fase a gironi, segnando una doppietta alla Tunisia ed una tripletta a Panama; negli ottavi di finale sblocca il punteggio contro la Colombia, trasformando anche un rigore della sequenza finale. Risulta quindi il miglior marcatore del torneo con 6 reti, aggiudicandosi inoltre il quarto posto.

##### 2019-2021
Nelle qualificazioni al campionato d'Europa 2020 Kane continua a essere protagonista in fase realizzativa, tanto che nel successo per 4-0 contro la Bulgaria realizza una tripletta, per poi ripetersi nel 7-0 contro il Montenegro; contro i montenegrini è diventato il primo calciatore nella storia dell'Inghilterra a realizzare due triplette consecutive a Wembley, oltre che il capitano più prolifico nella storia della nazionale inglese. Con 12 reti è stato il miglior marcatore in assoluto delle qualificazioni.
Nel corso del campionato d'Europa 2020, svoltosi nell'estate del 2021, va in rete nell'ottavo di finale vinto per 2-0 contro la Germania, poi, con una doppietta, nel quarto di finale vinto per 4-0 contro l'Ucraina, e infine in semifinale con la Danimarca, contro la quale realizza il gol decisivo su ribattuta del portiere, dopo aver fallito un calcio di rigore. Schierato come titolare anche nella finale contro l'Italia, giunge secondo nel torneo, sconfitto ai tiri di rigore, malgrado il suo tentativo dal dischetto si traduca in rete.
Il 5 settembre 2021 segna un gol in occasione del successo per 4-0 contro Andorra, raggiungendo quota 40 reti segnate in nazionale e diventando (a pari merito con Michael Owen) il quinto miglior marcatore nella storia della selezione inglese. Tre giorni dopo supera Owen andando in gol nel pareggio per 1-1 contro la Polonia. Nel mese di novembre continua a scalare la classifica marcatori: il 12 realizza una tripletta contro l'Albania (5-0) che gli consente di raggiungere Jimmy Greaves al quinto posto a quota 44 gol, mentre tre giorni dopo realizza una quaterna nel successo per 0-10 in casa di San Marino che gli consente di eguagliare Gary Lineker al terzo posto; nell'occasione diventa il primo calciatore a segnare quattro gol in una singola gara con la maglia della nazionale inglese dai tempi di Ian Wright nel 1993.

##### Dal 2022

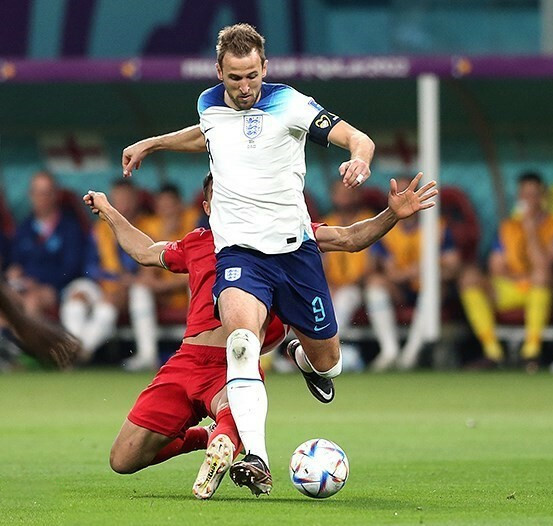
Kane capitano inglese al

Il 26 marzo 2022 va a segno nell'amichevole vinta 2-1 contro la Svizzera, agganciando, a quota 49 reti, Bobby Charlton al secondo posto della classifica marcatori dell'Inghilterra, per poi superarlo il 7 giugno successivo nel pareggio per 1-1 contro la Germania in UEFA Nations League.
Al mondiale di Qatar 2022 dichiara, così come il capitano della Germania Manuel Neuer, di voler indossare la fascia di capitano della campagna "One Love", in solidarietà contro le discriminazioni della comunità LGBTQ+, sostenedo di essere disposto sostenere il pagamento delle sanzioni economiche per la violazione del regolamento, ma è costretto a rinunciarvi dopo che la FIFA chiarisce di essere intenzionata ad applicare anche sanzioni sportive, come l'ammonizione o l'esclusione dal torneo. Presentatosi in Qatar come capocannoniere di Russia 2018, Kane fatica a trovare la via della rete (pur servendo degli assist), sbloccandosi solamente in occasione degli ottavi contro il Senegal. Il 10 dicembre 2022, nei quarti contro la Francia, tira due calci di rigore, realizzando il primo (gol del momentaneo 1-1), ma mandando il pallone alto sulla traversa con il secondo.
Il 23 marzo 2023, realizzando un gol nella vittoria per 1-2 in casa dell'Italia nelle qualificazioni al campionato d'Europa 2024, diventa il migliore marcatore di tutti i tempi della nazionale inglese, con 54 gol totali.
Il 3 giugno 2024 raggiunge Bryan Robson al decimo posto per presenze con gli inglesi nell'amichevole vinta 3-0 contro la Bosnia ed Erzegovina, in cui ha realizzato pure un gol. Quattro giorni dopo lo supera scendendo in campo nell'amichevole persa 0-1 contro l'Islanda. Convocato per Euro 2024, nel corso del torneo va a segno prima nel pareggio ai gironi contro la Danimarca (1-1), e poi nei successi (entrambi per 2-1) ai supplementari agli ottavi contro la Slovacchia e su rigore, in semifinale, contro i Paesi Bassi. Tuttavia il 14 luglio perde la seconda finale consecutiva agli europei, questa volta contro la Spagna; nel corso della gara è stato sostituito al 61' a seguito di una prestazione al di sotto delle aspettative.
Il 10 settembre 2024, in occasione del successo per 2-0 in Nations League contro la Finlandia, ha raggiunto quota 100 presenze con la selezione inglese; al contempo ha realizzato entrambi i gol con cui gli inglesi hanno vinto la sfida.
Il 24 marzo 2025 raggiunge quota 105 presenze con gli inglesi nel successo per 3-0 contro la Lettonia (in cui ha realizzato un gol), agganciando Billy Wright al nono posto.

## Statistiche
Tra club, nazionale maggiore e nazionali giovanili, Harry Kane ha collezionato globalmente 737 partite segnando 471 reti, con una media di 0.64 gol a partita.

### Presenze e reti nei club
Statistiche aggiornate al 16 agosto 2025.
| Stagione             | Squadra              | Campionato           | Campionato | Campionato | Coppe nazionali | Coppe nazionali | Coppe nazionali | Coppe continentali | Coppe continentali | Coppe continentali | Altre coppe | Altre coppe | Altre coppe | Totale | Totale |
| Stagione             | Squadra              | Comp                 | Pres       | Reti       | Comp            | Pres            | Reti            | Comp               | Pres               | Reti               | Comp        | Pres        | Reti        | Pres   | Reti   |
| -------------------- | -------------------- | -------------------- | ---------- | ---------- | --------------- | --------------- | --------------- | ------------------ | ------------------ | ------------------ | ----------- | ----------- | ----------- | ------ | ------ |
| gen.-giu. 2011       | Leyton Orient        | FL1                  | 18         | 5          | FACup+CdL       | 0               | 0               | -                  | -                  | -                  | -           | -           | -           | 18     | 5      |
| 2011-gen. 2012       | Tottenham            | PL                   | 0          | 0          | FACup+CdL       | 0               | 0               | UEL                | 6                  | 1                  | -           | -           | -           | 6      | 1      |
| gen.-giu. 2012       | Millwall             | FLC                  | 22         | 7          | FACup+CdL       | 5+0             | 2               | -                  | -                  | -                  | -           | -           | -           | 27     | 9      |
| ago. 2012            | Tottenham            | PL                   | 1          | 0          | FACup+CdL       | 0               | 0               | -                  | -                  | -                  | -           | -           | -           | 1      | 0      |
| 2012-feb. 2013       | Norwich City         | PL                   | 3          | 0          | FACup+CdL       | 1+1             | 0               | -                  | -                  | -                  | -           | -           | -           | 5      | 0      |
| feb.-giu. 2013       | Leicester City       | FLC                  | 13+2       | 2+0        | FACup+CdL       | 0               | 0               | -                  | -                  | -                  | -           | -           | -           | 15     | 2      |
| 2013-2014            | Tottenham            | PL                   | 10         | 3          | FACup+CdL       | 0+2             | 1               | UEL                | 7                  | 0                  | -           | -           | -           | 19     | 4      |
| 2014-2015            | Tottenham            | PL                   | 34         | 21         | FACup+CdL       | 2+6             | 0+3             | UEL                | 9                  | 7                  | -           | -           | -           | 51     | 31     |
| 2015-2016            | Tottenham            | PL                   | 38         | 25         | FACup+CdL       | 4+1             | 1+0             | UEL                | 7                  | 2                  | -           | -           | -           | 50     | 28     |
| 2016-2017            | Tottenham            | PL                   | 30         | 29         | FACup+CdL       | 3+0             | 4               | UCL+UEL            | 3+2                | 2+0                | -           | -           | -           | 38     | 35     |
| 2017-2018            | Tottenham            | PL                   | 37         | 30         | FACup+CdL       | 4+0             | 4               | UCL                | 7                  | 7                  | -           | -           | -           | 48     | 41     |
| 2018-2019            | Tottenham            | PL                   | 28         | 17         | FACup+CdL       | 1+2             | 1+1             | UCL                | 9                  | 5                  | -           | -           | -           | 40     | 24     |
| 2019-2020            | Tottenham            | PL                   | 29         | 18         | FACup+CdL       | 0               | 0               | UCL                | 5                  | 6                  | -           | -           | -           | 34     | 24     |
| 2020-2021            | Tottenham            | PL                   | 35         | 23         | FACup+CdL       | 2+4             | 1+1             | UEL                | 8                  | 8                  | -           | -           | -           | 49     | 33     |
| 2021-2022            | Tottenham            | PL                   | 37         | 17         | FACup+CdL       | 3+5             | 3+1             | UECL               | 5                  | 6                  | -           | -           | -           | 50     | 27     |
| 2022-2023            | Tottenham            | PL                   | 38         | 30         | FACup+CdL       | 2+1             | 1+0             | UCL                | 8                  | 1                  | -           | -           | -           | 49     | 32     |
| Totale Tottenham     | Totale Tottenham     | Totale Tottenham     | 317        | 213        |                 | 42              | 22              |                    | 76                 | 45                 |             | -           | -           | 435    | 280    |
| 2023-2024            | Bayern Monaco        | BL                   | 32         | 36         | CG              | 0               | 0               | UCL                | 12                 | 8                  | SG          | 1           | 0           | 45     | 44     |
| 2024-2025            | Bayern Monaco        | BL                   | 31         | 26         | CG              | 2               | 1               | UCL                | 13                 | 11                 | Cmc         | 5           | 3           | 51     | 41     |
| 2025-2026            | Bayern Monaco        | BL                   | 0          | 0          | CG              | 0               | 0               | UCL                | 0                  | 0                  | SG          | 1           | 1           | 1      | 1      |
| Totale Bayern Monaco | Totale Bayern Monaco | Totale Bayern Monaco | 63         | 62         |                 | 2               | 1               |                    | 25                 | 19                 |             | 7           | 4           | 97     | 86     |
| Totale carriera      | Totale carriera      | Totale carriera      | 438        | 289        |                 | 51              | 25              |                    | 101                | 64                 |             | 7           | 4           | 597    | 382    |

### Cronologia presenze e reti in nazionale
| Cronologia completa delle presenze e delle reti in nazionale ― Inghilterra | Cronologia completa delle presenze e delle reti in nazionale ― Inghilterra | Cronologia completa delle presenze e delle reti in nazionale ― Inghilterra | Cronologia completa delle presenze e delle reti in nazionale ― Inghilterra | Cronologia completa delle presenze e delle reti in nazionale ― Inghilterra | Cronologia completa delle presenze e delle reti in nazionale ― Inghilterra | Cronologia completa delle presenze e delle reti in nazionale ― Inghilterra | Cronologia completa delle presenze e delle reti in nazionale ― Inghilterra |
| Data                                                                       | Città                                                                      | In casa                                                                    | Risultato                                                                  | Ospiti                                                                     | Competizione                                                               | Reti                                                                       | Note                                                                       |
| -------------------------------------------------------------------------- | -------------------------------------------------------------------------- | -------------------------------------------------------------------------- | -------------------------------------------------------------------------- | -------------------------------------------------------------------------- | -------------------------------------------------------------------------- | -------------------------------------------------------------------------- | -------------------------------------------------------------------------- |
| 27-3-2015                                                                  | Londra                                                                     | Inghilterra                                                                | 4 – 0                                                                      | Lituania                                                                   | Qual. Euro 2016                                                            | 1                                                                          | 71’                                                                        |
| 31-3-2015                                                                  | Torino                                                                     | Italia                                                                     | 1 – 1                                                                      | Inghilterra                                                                | Amichevole                                                                 | -                                                                          |                                                                            |
| 5-9-2015                                                                   | Serravalle                                                                 | San Marino                                                                 | 0 – 6                                                                      | Inghilterra                                                                | Qual. Euro 2016                                                            | 1                                                                          | 59’                                                                        |
| 8-9-2015                                                                   | Londra                                                                     | Inghilterra                                                                | 2 – 0                                                                      | Svizzera                                                                   | Qual. Euro 2016                                                            | 1                                                                          | 57’                                                                        |
| 9-10-2015                                                                  | Londra                                                                     | Inghilterra                                                                | 2 – 0                                                                      | Estonia                                                                    | Qual. Euro 2016                                                            | -                                                                          |                                                                            |
| 12-10-2015                                                                 | Vilnius                                                                    | Lituania                                                                   | 0 – 3                                                                      | Inghilterra                                                                | Qual. Euro 2016                                                            | -                                                                          | 59’                                                                        |
| 13-11-2015                                                                 | Alicante                                                                   | Spagna                                                                     | 2 – 0                                                                      | Inghilterra                                                                | Amichevole                                                                 | -                                                                          |                                                                            |
| 17-11-2015                                                                 | Londra                                                                     | Inghilterra                                                                | 2 – 0                                                                      | Francia                                                                    | Amichevole                                                                 | -                                                                          | 80’                                                                        |
| 26-3-2016                                                                  | Berlino                                                                    | Germania                                                                   | 2 – 3                                                                      | Inghilterra                                                                | Amichevole                                                                 | 1                                                                          |                                                                            |
| 29-3-2016                                                                  | Londra                                                                     | Inghilterra                                                                | 1 – 2                                                                      | Paesi Bassi                                                                | Amichevole                                                                 | -                                                                          | 70’                                                                        |
| 22-5-2016                                                                  | Manchester                                                                 | Inghilterra                                                                | 2 – 1                                                                      | Turchia                                                                    | Amichevole                                                                 | 1                                                                          |                                                                            |
| 2-6-2016                                                                   | Londra                                                                     | Inghilterra                                                                | 1 – 0                                                                      | Portogallo                                                                 | Amichevole                                                                 | -                                                                          | 78’                                                                        |
| 11-6-2016                                                                  | Marsiglia                                                                  | Inghilterra                                                                | 1 – 1                                                                      | Russia                                                                     | Euro 2016 - 1º turno                                                       | -                                                                          |                                                                            |
| 16-6-2016                                                                  | Lens                                                                       | Inghilterra                                                                | 2 – 1                                                                      | Galles                                                                     | Euro 2016 - 1º turno                                                       | -                                                                          | 46’                                                                        |
| 20-6-2016                                                                  | Saint-Étienne                                                              | Slovacchia                                                                 | 0 – 0                                                                      | Inghilterra                                                                | Euro 2016 - 1º turno                                                       | -                                                                          | 76’                                                                        |
| 27-6-2016                                                                  | Nizza                                                                      | Inghilterra                                                                | 1 – 2                                                                      | Islanda                                                                    | Euro 2016 - Ottavi di finale                                               | -                                                                          |                                                                            |
| 4-9-2016                                                                   | Trnava                                                                     | Slovacchia                                                                 | 0 – 1                                                                      | Inghilterra                                                                | Qual. Mondiali 2018                                                        | -                                                                          |                                                                            |
| 10-6-2017                                                                  | Glasgow                                                                    | Scozia                                                                     | 2 – 2                                                                      | Inghilterra                                                                | Qual. Mondiali 2018                                                        | 1                                                                          | Cap.                                                                       |
| 13-6-2017                                                                  | Saint-Denis                                                                | Francia                                                                    | 3 – 2                                                                      | Inghilterra                                                                | Amichevole                                                                 | 2                                                                          | Cap.                                                                       |
| 1-9-2017                                                                   | Ta' Qali                                                                   | Malta                                                                      | 0 – 4                                                                      | Inghilterra                                                                | Qual. Mondiali 2018                                                        | 2                                                                          |                                                                            |
| 4-9-2017                                                                   | Londra                                                                     | Inghilterra                                                                | 2 – 1                                                                      | Slovacchia                                                                 | Qual. Mondiali 2018                                                        | -                                                                          |                                                                            |
| 5-10-2017                                                                  | Londra                                                                     | Inghilterra                                                                | 1 – 0                                                                      | Slovenia                                                                   | Qual. Mondiali 2018                                                        | 1                                                                          | Cap.                                                                       |
| 8-10-2017                                                                  | Vilnius                                                                    | Lituania                                                                   | 0 – 1                                                                      | Inghilterra                                                                | Qual. Mondiali 2018                                                        | 1                                                                          | Cap.                                                                       |
| 2-6-2018                                                                   | Londra                                                                     | Inghilterra                                                                | 2 – 1                                                                      | Nigeria                                                                    | Amichevole                                                                 | 1                                                                          | Cap. 73’                                                                   |
| 18-6-2018                                                                  | Volgograd                                                                  | Tunisia                                                                    | 1 – 2                                                                      | Inghilterra                                                                | Mondiali 2018 - 1º turno                                                   | 2                                                                          | Cap.                                                                       |
| 24-6-2018                                                                  | Nižnij Novgorod                                                            | Inghilterra                                                                | 6 – 1                                                                      | Panama                                                                     | Mondiali 2018 - 1º turno                                                   | 3                                                                          | Cap. 63’                                                                   |
| 3-7-2018                                                                   | Mosca                                                                      | Colombia                                                                   | 1 – 1 dts (3 – 4 dtr)                                                      | Inghilterra                                                                | Mondiali 2018 - Ottavi di finale                                           | 1                                                                          | Cap.                                                                       |
| 7-7-2018                                                                   | Samara                                                                     | Svezia                                                                     | 0 – 2                                                                      | Inghilterra                                                                | Mondiali 2018 - Quarti di finale                                           | -                                                                          | Cap.                                                                       |
| 11-7-2018                                                                  | Mosca                                                                      | Croazia                                                                    | 2 – 1 dts                                                                  | Inghilterra                                                                | Mondiali 2018 - Semifinale                                                 | -                                                                          | Cap.                                                                       |
| 14-7-2018                                                                  | San Pietroburgo                                                            | Belgio                                                                     | 2 – 0                                                                      | Inghilterra                                                                | Mondiali 2018 - Finale 3º posto                                            | -                                                                          | Cap.                                                                       |
| 8-9-2018                                                                   | Londra                                                                     | Inghilterra                                                                | 1 – 2                                                                      | Spagna                                                                     | UEFA Nations League 2018-2019 - 1º turno                                   | -                                                                          | Cap.                                                                       |
| 11-9-2018                                                                  | Leicester                                                                  | Inghilterra                                                                | 1 – 0                                                                      | Svizzera                                                                   | Amichevole                                                                 | -                                                                          | 61’                                                                        |
| 12-10-2018                                                                 | Fiume                                                                      | Croazia                                                                    | 0 – 0                                                                      | Inghilterra                                                                | UEFA Nations League 2018-2019 - 1º turno                                   | -                                                                          | Cap.                                                                       |
| 15-10-2018                                                                 | Siviglia                                                                   | Spagna                                                                     | 2 – 3                                                                      | Inghilterra                                                                | UEFA Nations League 2018-2019 - 1º turno                                   | -                                                                          | Cap.                                                                       |
| 18-11-2018                                                                 | Londra                                                                     | Inghilterra                                                                | 2 – 1                                                                      | Croazia                                                                    | UEFA Nations League 2018-2019 - 1º turno                                   | 1                                                                          | Cap.                                                                       |
| 22-3-2019                                                                  | Londra                                                                     | Inghilterra                                                                | 5 – 0                                                                      | Rep. Ceca                                                                  | Qual. Euro 2020                                                            | 1                                                                          | Cap.                                                                       |
| 25-3-2019                                                                  | Podgorica                                                                  | Montenegro                                                                 | 1 – 5                                                                      | Inghilterra                                                                | Qual. Euro 2020                                                            | 1                                                                          | Cap. 73’                                                                   |
| 6-6-2019                                                                   | Guimarães                                                                  | Paesi Bassi                                                                | 3 – 1 dts                                                                  | Inghilterra                                                                | UEFA Nations League 2018-2019 - Semifinale                                 | -                                                                          | 46’ 70’                                                                    |
| 9-6-2019                                                                   | Guimarães                                                                  | Inghilterra                                                                | 0 – 0 dts (6 – 5 dtr)                                                      | Svizzera                                                                   | UEFA Nations League 2018-2019 - Finale 3º posto                            | -                                                                          | Cap. 75’                                                                   |
| 7-9-2019                                                                   | Londra                                                                     | Inghilterra                                                                | 4 – 0                                                                      | Bulgaria                                                                   | Qual. Euro 2020                                                            | 3                                                                          | Cap. 77’                                                                   |
| 10-9-2019                                                                  | Southampton                                                                | Inghilterra                                                                | 5 – 3                                                                      | Kosovo                                                                     | Qual. Euro 2020                                                            | 1                                                                          | Cap.                                                                       |
| 11-10-2019                                                                 | Praga                                                                      | Rep. Ceca                                                                  | 2 – 1                                                                      | Inghilterra                                                                | Qual. Euro 2020                                                            | 1                                                                          | Cap.                                                                       |
| 14-10-2019                                                                 | Sofia                                                                      | Bulgaria                                                                   | 0 – 6                                                                      | Inghilterra                                                                | Qual. Euro 2020                                                            | 1                                                                          | Cap.                                                                       |
| 14-11-2019                                                                 | Londra                                                                     | Inghilterra                                                                | 7 – 0                                                                      | Montenegro                                                                 | Qual. Euro 2020                                                            | 3                                                                          | Cap. 57’                                                                   |
| 17-11-2019                                                                 | Pristina                                                                   | Kosovo                                                                     | 0 – 4                                                                      | Inghilterra                                                                | Qual. Euro 2020                                                            | 1                                                                          | Cap.                                                                       |
| 5-9-2020                                                                   | Reykjavík                                                                  | Islanda                                                                    | 0 – 1                                                                      | Inghilterra                                                                | UEFA Nations League 2020-2021 - 1º turno                                   | -                                                                          | Cap. 46’                                                                   |
| 8-9-2020                                                                   | Copenaghen                                                                 | Danimarca                                                                  | 0 – 0                                                                      | Inghilterra                                                                | UEFA Nations League 2020-2021 - 1º turno                                   | -                                                                          | Cap.                                                                       |
| 11-10-2020                                                                 | Londra                                                                     | Inghilterra                                                                | 2 – 1                                                                      | Belgio                                                                     | UEFA Nations League 2020-2021 - 1º turno                                   | -                                                                          | 65’                                                                        |
| 14-10-2020                                                                 | Londra                                                                     | Inghilterra                                                                | 0 – 1                                                                      | Danimarca                                                                  | UEFA Nations League 2020-2021 - 1º turno                                   | -                                                                          | Cap.                                                                       |
| 15-11-2020                                                                 | Lovanio                                                                    | Belgio                                                                     | 2 – 0                                                                      | Inghilterra                                                                | UEFA Nations League 2020-2021 - 1º turno                                   | -                                                                          | Cap.                                                                       |
| 18-11-2020                                                                 | Londra                                                                     | Inghilterra                                                                | 4 – 0                                                                      | Islanda                                                                    | UEFA Nations League 2020-2021 - 1º turno                                   | -                                                                          | Cap. 76’                                                                   |
| 28-3-2021                                                                  | Tirana                                                                     | Albania                                                                    | 0 – 2                                                                      | Inghilterra                                                                | Qual. Mondiali 2022                                                        | 1                                                                          | Cap. 73’                                                                   |
| 31-3-2021                                                                  | Londra                                                                     | Inghilterra                                                                | 2 – 1                                                                      | Polonia                                                                    | Qual. Mondiali 2022                                                        | 1                                                                          | Cap. 89’                                                                   |
| 2-6-2021                                                                   | Middlesbrough                                                              | Inghilterra                                                                | 1 – 0                                                                      | Austria                                                                    | Amichevole                                                                 | -                                                                          | Cap. 62’                                                                   |
| 13-6-2021                                                                  | Londra                                                                     | Inghilterra                                                                | 1 – 0                                                                      | Croazia                                                                    | Euro 2020 - 1º turno                                                       | -                                                                          | Cap. 82’                                                                   |
| 18-6-2021                                                                  | Londra                                                                     | Inghilterra                                                                | 0 – 0                                                                      | Scozia                                                                     | Euro 2020 - 1º turno                                                       | -                                                                          | Cap. 74’                                                                   |
| 22-6-2021                                                                  | Londra                                                                     | Rep. Ceca                                                                  | 0 – 1                                                                      | Inghilterra                                                                | Euro 2020 - 1º turno                                                       | -                                                                          | Cap.                                                                       |
| 29-6-2021                                                                  | Londra                                                                     | Inghilterra                                                                | 2 – 0                                                                      | Germania                                                                   | Euro 2020 - Ottavi di finale                                               | 1                                                                          | Cap.                                                                       |
| 3-7-2021                                                                   | Roma                                                                       | Ucraina                                                                    | 0 – 4                                                                      | Inghilterra                                                                | Euro 2020 - Quarti di finale                                               | 2                                                                          | Cap. 73’                                                                   |
| 7-7-2021                                                                   | Londra                                                                     | Inghilterra                                                                | 2 – 1 dts                                                                  | Danimarca                                                                  | Euro 2020 - Semifinale                                                     | 1                                                                          | Cap.                                                                       |
| 11-7-2021                                                                  | Londra                                                                     | Italia                                                                     | 1 – 1 dts (3 – 2 dtr)                                                      | Inghilterra                                                                | Euro 2020 - Finale                                                         | -                                                                          | Cap.                                                                       |
| 2-9-2021                                                                   | Budapest                                                                   | Ungheria                                                                   | 0 – 4                                                                      | Inghilterra                                                                | Qual. Mondiali 2022                                                        | 1                                                                          | Cap.                                                                       |
| 5-9-2021                                                                   | Londra                                                                     | Inghilterra                                                                | 4 – 0                                                                      | Andorra                                                                    | Qual. Mondiali 2022                                                        | 1                                                                          | 62’                                                                        |
| 8-9-2021                                                                   | Varsavia                                                                   | Polonia                                                                    | 1 – 1                                                                      | Inghilterra                                                                | Qual. Mondiali 2022                                                        | 1                                                                          | Cap.                                                                       |
| 12-10-2021                                                                 | Londra                                                                     | Inghilterra                                                                | 1 – 1                                                                      | Ungheria                                                                   | Qual. Mondiali 2022                                                        | -                                                                          | Cap. 46’                                                                   |
| 12-11-2021                                                                 | Londra                                                                     | Inghilterra                                                                | 5 – 0                                                                      | Albania                                                                    | Qual. Mondiali 2022                                                        | 3                                                                          | Cap. 63’                                                                   |
| 15-11-2021                                                                 | Serravalle                                                                 | San Marino                                                                 | 0 – 10                                                                     | Inghilterra                                                                | Qual. Mondiali 2022                                                        | 4                                                                          | Cap. 63’                                                                   |
| 26-3-2022                                                                  | Londra                                                                     | Inghilterra                                                                | 2 – 1                                                                      | Svizzera                                                                   | Amichevole                                                                 | 1                                                                          | Cap. 88’                                                                   |
| 29-3-2022                                                                  | Londra                                                                     | Inghilterra                                                                | 3 – 0                                                                      | Costa d'Avorio                                                             | Amichevole                                                                 | -                                                                          | 62’                                                                        |
| 4-6-2022                                                                   | Budapest                                                                   | Ungheria                                                                   | 1 – 0                                                                      | Inghilterra                                                                | UEFA Nations League 2022-2023 - 1º turno                                   | -                                                                          | Cap.                                                                       |
| 7-6-2022                                                                   | Monaco di Baviera                                                          | Germania                                                                   | 1 – 1                                                                      | Inghilterra                                                                | UEFA Nations League 2022-2023 - 1º turno                                   | 1                                                                          | Cap.                                                                       |
| 11-6-2022                                                                  | Wolverhampton                                                              | Inghilterra                                                                | 0 – 0                                                                      | Italia                                                                     | UEFA Nations League 2022-2023 - 1º turno                                   | -                                                                          | 65’                                                                        |
| 14-6-2022                                                                  | Wolverhampton                                                              | Inghilterra                                                                | 0 – 4                                                                      | Ungheria                                                                   | UEFA Nations League 2022-2023 - 1º turno                                   | -                                                                          | Cap.                                                                       |
| 23-9-2022                                                                  | Milano                                                                     | Italia                                                                     | 1 – 0                                                                      | Inghilterra                                                                | UEFA Nations League 2022-2023 - 1º turno                                   | -                                                                          | Cap.                                                                       |
| 26-9-2022                                                                  | Londra                                                                     | Inghilterra                                                                | 3 – 3                                                                      | Germania                                                                   | UEFA Nations League 2022-2023 - 1º turno                                   | 1                                                                          | Cap.                                                                       |
| 21-11-2022                                                                 | Al Rayyan                                                                  | Inghilterra                                                                | 6 – 2                                                                      | Iran                                                                       | Mondiali 2022 - 1º turno                                                   | -                                                                          | Cap. 76’                                                                   |
| 25-11-2022                                                                 | Al Khawr                                                                   | Inghilterra                                                                | 0 – 0                                                                      | Stati Uniti                                                                | Mondiali 2022 - 1º turno                                                   | -                                                                          | Cap.                                                                       |
| 29-11-2022                                                                 | Al Rayyan                                                                  | Galles                                                                     | 0 – 3                                                                      | Inghilterra                                                                | Mondiali 2022 - 1º turno                                                   | -                                                                          | Cap. 58’                                                                   |
| 4-12-2022                                                                  | Al Khor                                                                    | Inghilterra                                                                | 3 – 0                                                                      | Senegal                                                                    | Mondiali 2022 - Ottavi di finale                                           | 1                                                                          | Cap.                                                                       |
| 10-12-2022                                                                 | Al Khor                                                                    | Inghilterra                                                                | 1 – 2                                                                      | Francia                                                                    | Mondiali 2022 - Quarti di finale                                           | 1                                                                          | Cap.                                                                       |
| 23-3-2023                                                                  | Napoli                                                                     | Italia                                                                     | 1 – 2                                                                      | Inghilterra                                                                | Qual. Euro 2024                                                            | 1                                                                          | Cap.                                                                       |
| 26-3-2023                                                                  | Londra                                                                     | Inghilterra                                                                | 2 – 0                                                                      | Ucraina                                                                    | Qual. Euro 2024                                                            | 1                                                                          | Cap. 81’                                                                   |
| 16-6-2023                                                                  | Ta' Qali                                                                   | Malta                                                                      | 0 – 4                                                                      | Inghilterra                                                                | Qual. Euro 2024                                                            | 1                                                                          | Cap. 60’                                                                   |
| 19-6-2023                                                                  | Manchester                                                                 | Inghilterra                                                                | 7 – 0                                                                      | Macedonia del Nord                                                         | Qual. Euro 2024                                                            | 2                                                                          | Cap. 74’                                                                   |
| 9-9-2023                                                                   | Breslavia                                                                  | Ucraina                                                                    | 1 – 1                                                                      | Inghilterra                                                                | Qual. Euro 2024                                                            | -                                                                          | Cap.                                                                       |
| 12-9-2023                                                                  | Glasgow                                                                    | Scozia                                                                     | 1 – 3                                                                      | Inghilterra                                                                | Amichevole                                                                 | 1                                                                          | Cap. 84’                                                                   |
| 17-10-2023                                                                 | Londra                                                                     | Inghilterra                                                                | 3 – 1                                                                      | Italia                                                                     | Qual. Euro 2024                                                            | 2                                                                          | Cap.                                                                       |
| 17-11-2023                                                                 | Londra                                                                     | Inghilterra                                                                | 2 – 0                                                                      | Malta                                                                      | Qual. Euro 2024                                                            | 1                                                                          | Cap. 28’                                                                   |
| 20-11-2023                                                                 | Skopje                                                                     | Macedonia del Nord                                                         | 1 – 1                                                                      | Inghilterra                                                                | Qual. Euro 2024                                                            | -                                                                          | 58’                                                                        |
| 3-6-2024                                                                   | Newcastle upon Tyne                                                        | Inghilterra                                                                | 3 – 0                                                                      | Bosnia ed Erzegovina                                                       | Amichevole                                                                 | 1                                                                          | 61’                                                                        |
| 7-6-2024                                                                   | Londra                                                                     | Inghilterra                                                                | 0 – 1                                                                      | Islanda                                                                    | Amichevole                                                                 | -                                                                          | Cap. 64’                                                                   |
| 16-6-2024                                                                  | Gelsenkirchen                                                              | Serbia                                                                     | 0 – 1                                                                      | Inghilterra                                                                | Euro 2024 - 1º turno                                                       | -                                                                          | Cap.                                                                       |
| 20-6-2024                                                                  | Francoforte sul Meno                                                       | Danimarca                                                                  | 1 – 1                                                                      | Inghilterra                                                                | Euro 2024 - 1º turno                                                       | 1                                                                          | Cap. 69’                                                                   |
| 25-6-2024                                                                  | Colonia                                                                    | Inghilterra                                                                | 0 – 0                                                                      | Slovenia                                                                   | Euro 2024 - 1º turno                                                       | -                                                                          | Cap.                                                                       |
| 30-6-2024                                                                  | Gelsenkirchen                                                              | Inghilterra                                                                | 2 – 1 dts                                                                  | Slovacchia                                                                 | Euro 2024 - Ottavi di finale                                               | 1                                                                          | Cap. 106’                                                                  |
| 6-7-2024                                                                   | Düsseldorf                                                                 | Inghilterra                                                                | 1 – 1 dts (5 - 3 dtr)                                                      | Svizzera                                                                   | Euro 2024 - Quarti di finale                                               | -                                                                          | Cap. 67’ 109’                                                              |
| 10-7-2024                                                                  | Dortmund                                                                   | Paesi Bassi                                                                | 1 – 2                                                                      | Inghilterra                                                                | Euro 2024 - Semifinale                                                     | 1                                                                          | Cap. 81’                                                                   |
| 14-7-2024                                                                  | Berlino                                                                    | Spagna                                                                     | 2 – 1                                                                      | Inghilterra                                                                | Euro 2024 - Finale                                                         | -                                                                          | Cap. 25’ 61’                                                               |
| 7-9-2024                                                                   | Dublino                                                                    | Irlanda                                                                    | 0 – 2                                                                      | Inghilterra                                                                | UEFA Nations League 2024-2025 - 1º turno                                   | -                                                                          | Cap. 84’                                                                   |
| 10-9-2024                                                                  | Londra                                                                     | Inghilterra                                                                | 2 – 0                                                                      | Finlandia                                                                  | UEFA Nations League 2024-2025 - 1º turno                                   | 2                                                                          | cap. 79’                                                                   |
| 13-10-2024                                                                 | Helsinki                                                                   | Finlandia                                                                  | 1 – 3                                                                      | Inghilterra                                                                | UEFA Nations League 2024-2025 - 1º turno                                   | -                                                                          | cap. 69’                                                                   |
| 14-11-2024                                                                 | Amarousio                                                                  | Grecia                                                                     | 0 – 3                                                                      | Inghilterra                                                                | UEFA Nations League 2024-2025 - 1º turno                                   | -                                                                          | 67’                                                                        |
| 17-11-2024                                                                 | Londra                                                                     | Inghilterra                                                                | 5 – 0                                                                      | Irlanda                                                                    | UEFA Nations League 2024-2025 - 1º turno                                   | 1                                                                          | Cap. 45+3’                                                                 |
| 21-3-2025                                                                  | Londra                                                                     | Inghilterra                                                                | 2 – 0                                                                      | Albania                                                                    | Qual. Mondiali 2026                                                        | 1                                                                          | Cap.                                                                       |
| 24-3-2025                                                                  | Londra                                                                     | Inghilterra                                                                | 3 – 0                                                                      | Lettonia                                                                   | Qual. Mondiali 2026                                                        | 1                                                                          | Cap.                                                                       |
| 7-6-2025                                                                   | Cornellà de Llobregat                                                      | Andorra                                                                    | 0 – 1                                                                      | Inghilterra                                                                | Qual. Mondiali 2026                                                        | 1                                                                          | cap.                                                                       |
| 10-6-2025                                                                  | West Bridgford                                                             | Inghilterra                                                                | 1 – 3                                                                      | Senegal                                                                    | Amichevole                                                                 | 1                                                                          | Cap. 58’                                                                   |
| Totale                                                                     |                                                                            | Presenze (6º posto)                                                        | 107                                                                        |                                                                            | Reti (1º posto)                                                            | 73                                                                         |                                                                            |

## Palmarès

### Club
- Campionato tedesco: 1

Bayern Monaco: 2024-2025
- Supercoppa di Germania: 1

Bayern Monaco: 2025

### Individuale
- Giovane dell'anno della PFA: 1

2015
- Squadra dell'anno della PFA: 6

2014-2015, 2015-2016, 2016-2017, 2017-2018, 2020-2021, 2022-2023
- Capocannoniere della Premier League: 3

2015-2016 (25 gol), 2016-2017 (29 gol), 2020-2021 (23 gol)
- Scarpa d'oro del campionato mondiale: 1

Russia 2018 (6 gol)
- All-Star Team del campionato mondiale: 1

Russia 2018
- Squadra maschile dell'anno IFFHS: 1

2023
- Capocannoniere della Bundesliga: 2

2023-2024 (36 gol), 2024-2025 (26 gol)
- Capocannoniere della UEFA Champions League: 1

2023-2024 (8 gol, a pari merito con Kylian Mbappé)
- Scarpa d'oro: 1

2023-2024
- Squadra della stagione della UEFA Champions League: 1

2023-2024
- Capocannoniere dell'Europeo: 1

2024 (3 gol)
- Globe Soccer Awards: 1

Miglior marcatore dell’anno: 2024
- Trofeo Gerd Müller: 1

2024
- Calciatore dell'anno della Bundesliga: 1

2024-2025